# Alpina alticolaria
Alpina alticolaria là một loài bướm đêm trong họ Geometridae.